# Dida Aguirre García
Dida Aguirre García (Pampas, provincia de Tayacaja, departamento de Huancavelica, Perú, 1953) es una profesora y poeta quechua peruana.

## Vida
Se licenció en trabajo social en la Universidad Mayor de San Marcos e hizo la maestría en administración del trabajo en la Universidad Inca Garcilaso de la Vega. Actualmente es profesora en la Universidad Daniel Alcides Carrión de Cerro de Pasco.
En 1991 salió en castellano su poemario El canto de los cobres. Ha publicado tres poemarios en quechua ayacuchano con traducción española, Arcilla en 1989, Jarawi en 2000 y Qaparikuy / Grito en 2012. Sus poemas han sido publicados en varias revistas y antologías, entre ellas Pichka harawikuna. Five quechua poets del año 1998.
En 1999 ganó el Premio Nacional Poesía en Lengua Quechua convocado por la Universidad Federico Villarreal.

## Obra

### Poemarios
- 1989: Arcilla. Edición bilingüe. Lluvia editores.
- 2000: Jarawi. Edición bilingüe, con Prólogo de Manuel Baquerizo. Colección Biblioteca de Cultura Quechua Contemporánea. Universidad Nacional Federico Villarreal, Lima.
- 2012: Qaparikuy / Grito. Edición bilingüe, runasimi – castellano. Lima: Pakarina ediciones.

### Antología
- Paul Guillén (ed.) Aguas móviles. Antología de poesía peruana 1978-2006. Lima: Perro de Ambiente, editor / Casa de la Literatura Peruana, 2016.
- Julio Noriega Bernuy (ed.) Dida Aguirre, Lily Flores, William Hurtado, Eduardo Ninamango & Porfirio Meneses, 1998: Pichka Harawikuna. Five Quechua Poets. Americas Society, New York.
- Julio Noriega Bernuy (ed.), 1990: Poesía quechua escrita en el Perú. CEP, 1990. Traducción de Julio Noriega Bernuy y William Hurtado de Mendoza.

### Artículos
- 2011: El feliz encuentro de dos culturas. En: Roland Forgues (ed.) Hablan las poetas. Editorial San Marco, Colección palabra viva. pp. 203–212.